# Iraklis Thessaloniki
Iraklis Thessaloniki (griechisch Ηρακλής, zu Deutsch Herakles) ist ein griechischer Sportverein, der unter anderem aus einer Basketball-, Fußball- sowie einer Volleyballabteilung besteht. Der 1908 gegründete Verein ist einer der geschichtsträchtigsten Griechenlands und gehört neben Aris und PAOK zu den drei großen Vereinen der zweitgrößten griechischen Stadt Thessaloniki.

## Geschichte
Iraklis ist aus dem 1899 gegründeten Musikverein Omilos Filomouson hervorgegangen. Im Jahre 1903 beschlossen die Mitglieder, ihre Aktivitäten auf den Sportbereich auszubauen. Zunächst kamen die Sportarten Schwimmen und Radfahren hinzu, ab 1905 dann auch Fußball. Das erste offizielle Spiel wurde am 23. April des gleichen Jahres ausgetragen. 1906 nahm der Verein am Demonstrationsturnier im Rahmen der Olympischen Zwischenspiele in Athen teil. Auch da kein eigener Torerfolg gelang, blieb nur der 4. und letzte Platz im Endklassement. Das offizielle Gründungsjahr von Iraklis Thessaloniki ist 1908, als die Fusion mit dem Verein Olympia Thessaloniki stattfand. Der erste Präsident des Vereins war der Arzt A. Maltos.

## Basketball
Die Basketballabteilung von Iraklis wurde 1928 gegründet und sicherte sich gleich im ersten Jahr ihres Bestehens die erste ausgetragene griechische Meisterschaft, bevor sieben Jahre später der zweite Titel folgte.
Seitdem war der Verein bis auf zwei Jahre eine feste Größe der höchsten griechischen Spielklasse. Dabei nahm Iraklis zwar immer eine starke Position ein – aus dem Schatten seiner beiden Stadtrivalen und der Athener Mannschaften konnte man jedoch bis heute nicht treten.
Zu den bedeutendsten Spielern, die das Trikot von Iraklis trugen, gehören die drei Europameister von 2005 Nikolaos Chatzivrettas, Dimitrios Diamantidis und Lazaros Papadopoulos sowie Eleutherios Kakiousis, Roy Tarpley, Christos Tsekos, Sofoklis Schortsanitis und Jurij Zdovc.
Die Saison 2005/2006 stellt einen Tiefpunkt in der Vereinsgeschichte dar. Nach großem Aderlass schaffte es die neu zusammengestellte Mannschaft nicht, die Klasse zu halten und stieg somit in die A2-Liga ab.

### Erfolge
- Griechischer Meister: 1928, 1935

## Fußball
Den bisher größten Erfolg feierte Iraklis 1976 mit dem Gewinn des griechischen Pokals.
Seine Heimspiele trägt der Verein im Kaftanzoglio-Stadion aus, dessen Fassungsvermögen bei 28 000 Plätzen liegt und das auch Austragungsort einiger Spiele während der Olympischen Spiele 2004 war. Am Ende der Saison 2010/11 wurde Iraklis die Lizenz entzogen. Obwohl die Mannschaft die Spielzeit im gesicherten Mittelfeld beendet hatte, musste sie in die Football League absteigen. Kurzzeitig spielte der Verein wieder in der Super League.

### Erfolge
- Balkanpokal-Sieger: 1985
- Griechischer Pokalsieger: 1976
- Beste Platzierung (1. Liga): Platz 3, 1984

### Trainer
- Friedel Rausch (1983–1984)
- Diethelm Ferner (1986–1987)
- Alketas Panagoulias (1997)
- Mats Jingblad (1998–1999, 2003–2004)
- Ivan Jovanović (2002)
- Sergio Markarián (2004)
- Oleh Protassow (2009)

### Spieler
- Vassilis Hatzipanagis (1976–1991)
- Andreas Reinke (2000–2001)
- Denis Epstein (2008–2010)

## Volleyball
Iraklis gewann im Jahr 2000 mit dem Erfolg im Pokalwettbewerb seinen ersten Titel. Zwei Jahre später feierte man das Double, das man in der Saison 2004/05 wiederholen konnte. Insgesamt erspielte sich die Mannschaft fünfmal die Meisterschaft, sechsmal den Ligapokal und viermal den Supercup. International gelang es dreimal in ein Finale der Championsleague einzuziehen. Es gelang aber nicht sich diesen Titel zu sichern.

### Erfolge
- Griechische Meisterschaft:5

2002, 2005, 2007, 2008, 2012
- Griechischer Pokal:6

2000, 2002, 2004, 2005, 2006, 2012
- Final Four Champions League:5

2002, 2004, 2005, 2006, 2009

### Fans
Um das Jahr 2010 entstand eine Freundschaft der Ultragruppierung „Gruppo Autonomo“ von Iraklis zur „Ultraszene Mainz“ des 1. FSV Mainz 05, welche von beiden Seiten durch regelmäßige Freundschaftsbesuche aktiv belebt wird.